# Tromsøysundet-szoros
A Tromsøysundet-szoros (észak-számi nyelven:Romssanuorri) tengerszoros, amely Tromsø városa mellett helyezkedik el Troms megye északnyugati részén, Norvégiában. Elválasztja Tromsøya szigetét, ahol Tromsø városa található, Norvégia szárazföldi részétől. A szorost a Tromsøysund-csatorna és a Tromsø-híd szeli át. A tengerszoros mintegy 11 kilométer hosszú, szélessége 0,6 kilométer és 3 kilométer közt váltakozik. .

## Fordítás
Ez a szócikk részben vagy egészben  a   Tromsøysundet című angol Wikipédia-szócikk ezen változatának fordításán alapul.  Az eredeti cikk szerkesztőit annak laptörténete sorolja fel. Ez a jelzés csupán a megfogalmazás eredetét és a szerzői jogokat jelzi, nem szolgál a cikkben szereplő információk forrásmegjelöléseként.